# 1972 en Nouvelle-Écosse
Chronologie de la Nouvelle-Écosse
- 1968
- 1969
- 1970
- 1971
- 1972
- 1973
- 1974
- 1975
- 1976

Cette page concerne des événements survenus en 1972 dans la province canadienne de la Nouvelle-Écosse.

## Politique
- Premier ministre : Gerald Regan
- Chef de l'Opposition :
- Lieutenant-gouverneur : Victor deBedia Oland
- Législature :

## Naissances

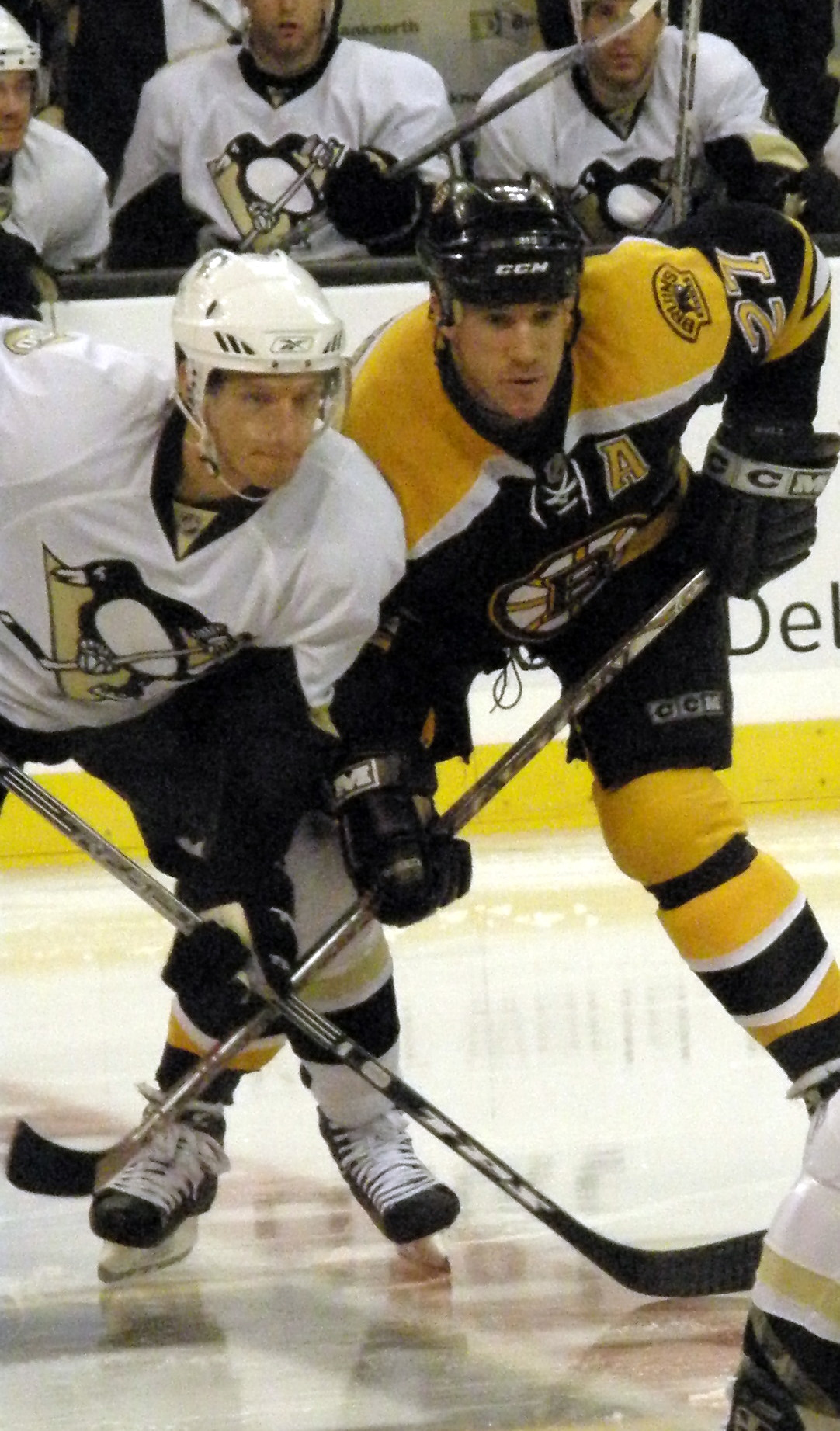
Gary Roberts et Glen Murray.

- 1er novembre : Glen Murray (né à Halifax), joueur professionnel de hockey sur glace.